# Sminkede idealer
Sminkede idealer (originaltitel Slave of Desire) er en amerikansk stumfilm fra 1923 af George D. Baker.

## Medvirkende
- George Walsh som Raphael, Marquis de Valentin
- Bessie Love som Pauline Gaudin
- Carmel Myers som Fedora
- Wally Van som Restignac
- Edward Connelly
- Eulalie Jensen som Mrs. Gaudin
- Herbert Prior som Mr. Gaudin
- William Orlamond